# St. Petrus (Petersbuch)

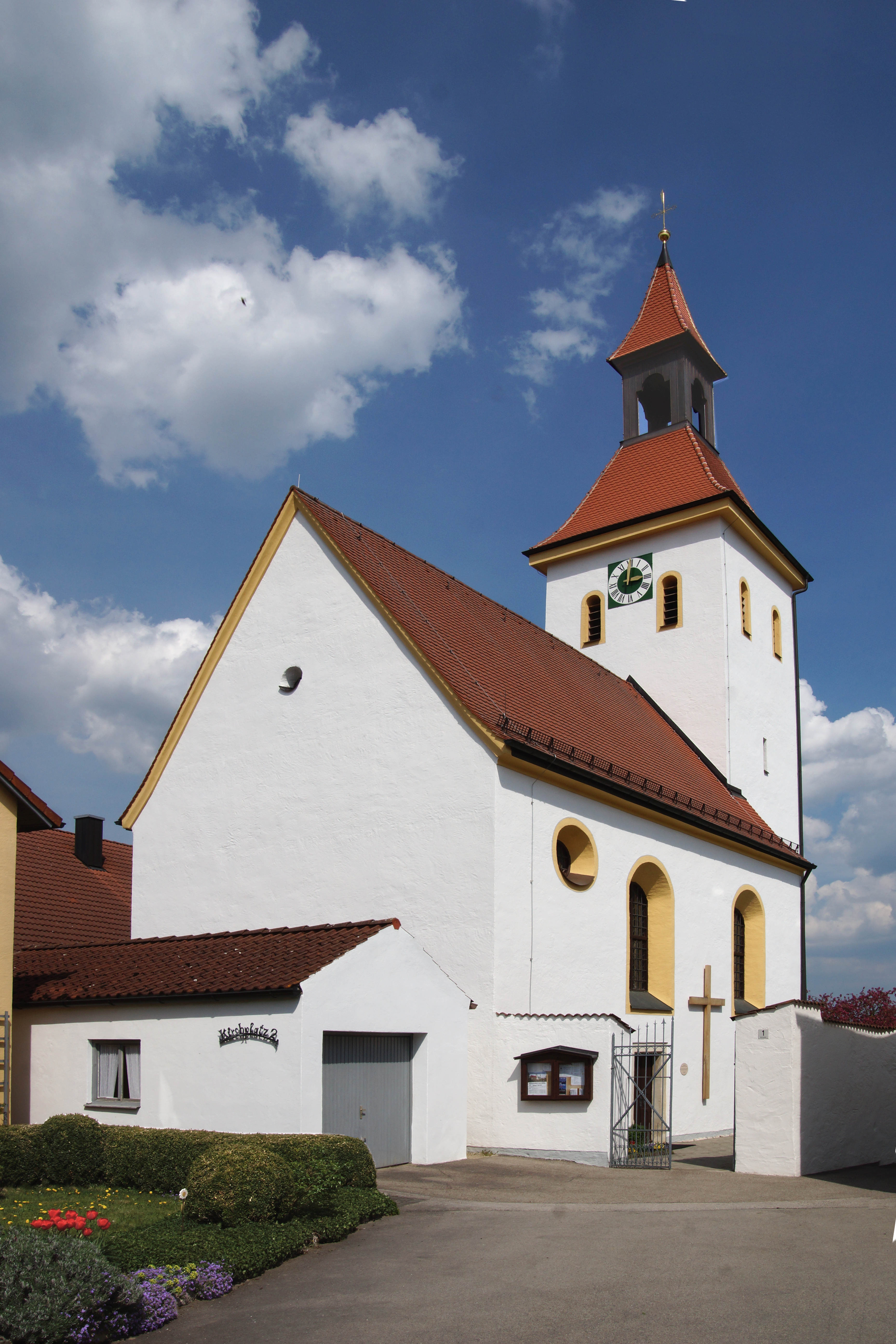
St. Petrus in Petersbuch

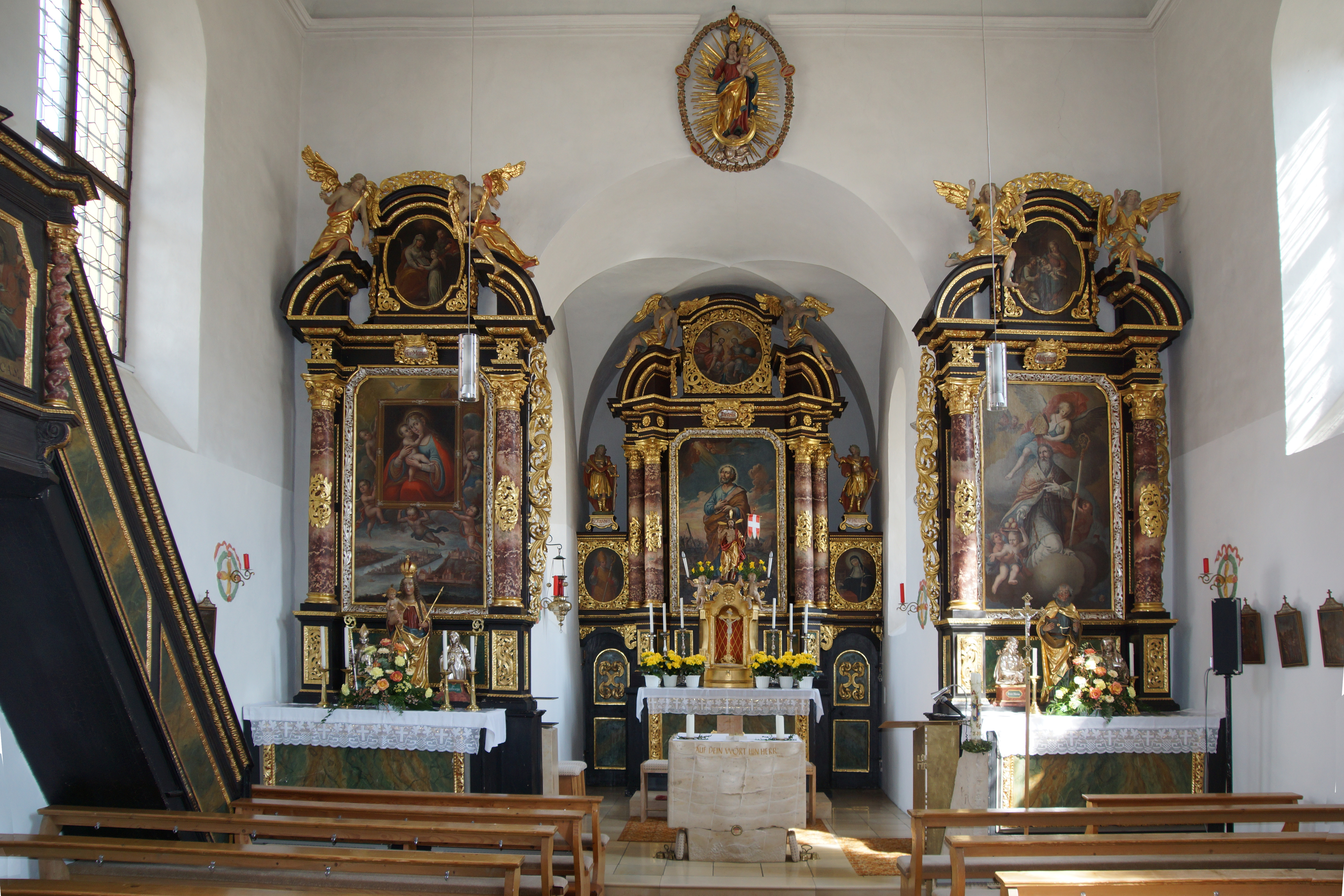
Altäre

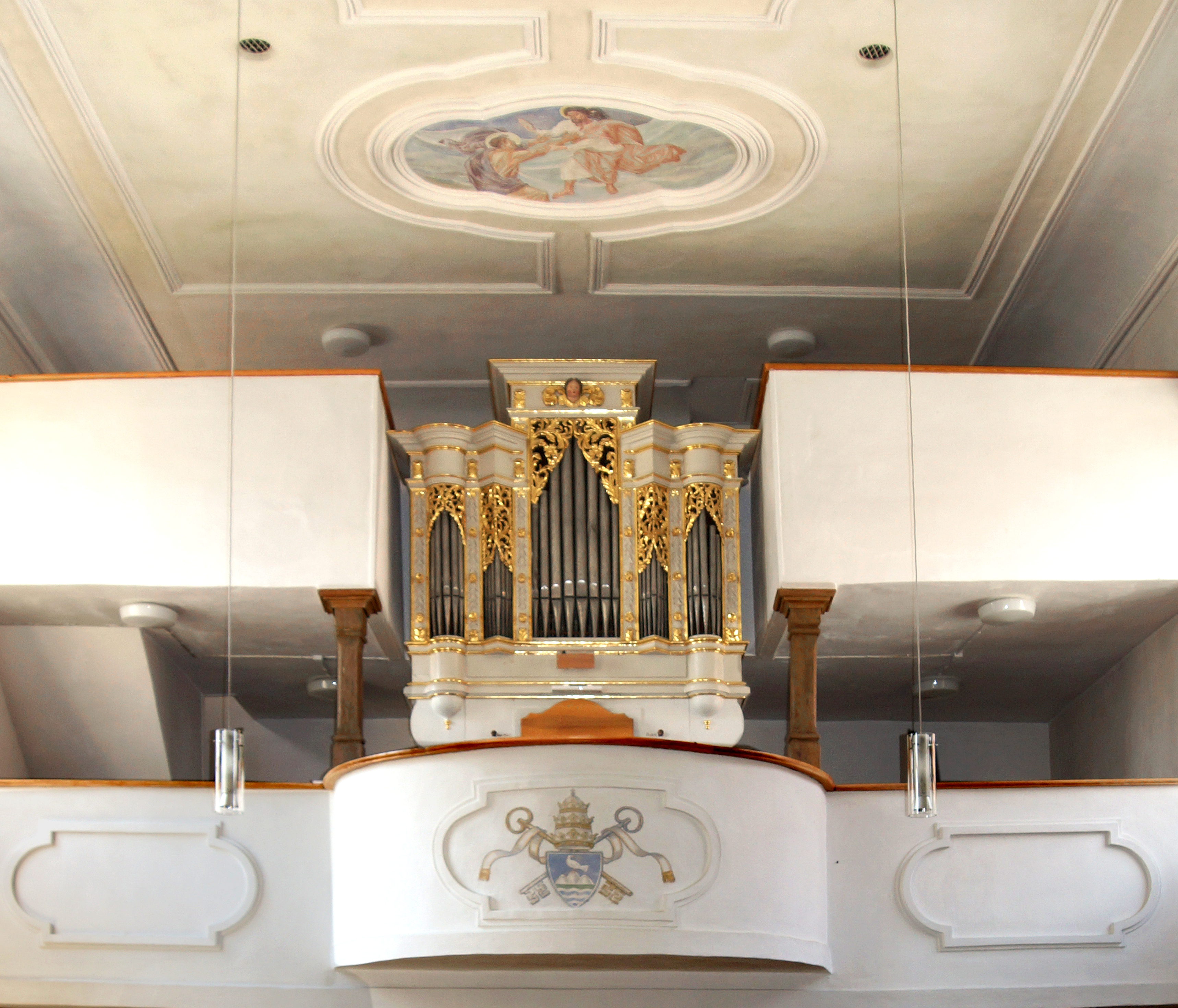
Orgel aus der Zeit um 1700,
auf der vorgewölbten Brüstung der Empore das Wappen von Papst Pius XII.

Die römisch-katholische Filialkirche St. Petrus steht in Petersbuch, einem Gemeindeteil des Marktes Titting im oberbayerischen Landkreis Eichstätt. Sie steht unter Denkmalschutz und wird in der Liste der Baudenkmäler in Titting als Baudenkmal unter der Nr. D-1-76-164-82 geführt. Die Kirche gehört zum Dekanat Eichstätt im Bistum Eichstätt.

## Beschreibung

### Geschichte und Architektur
Die 1718 errichtete barocke Saalkirche besteht aus dem Langhaus und dem im unteren Teil mittelalterlichen Chorturm im Osten. Der 1718 aufgestockte Turm ist mit einem von einer Laterne bekrönten Pyramidendach bedeckt.

### Innenraum
Der Innenraum des Langhauses ist mit einer Flachdecke überspannt, der des Chors im Erdgeschoss des Turms mit einem barocken Kreuzgewölbe. Die Altäre und die Kanzel entstanden am Ende des 17. Jahrhunderts. Das Altarblatt des Hochaltars malte 1720 Matthias Zink. Es zeigt den Schutzheiligen der Kirche, den heiligen Petrus. Links und rechts von diesem zentralen Bild stehen aus Holz geschnitzte Figuren der Heiligen Johannes und Paulus. Im Altarauszug ist die Heilige Dreifaltigkeit dargestellt. Der linke Seitenaltar ist der Gottesmutter Maria gewidmet, sowohl mit dem Gemälde als auch einer kleinen Statue vor der Predella. Auf dem Seitenaltar rechts ist der heilige Nikolaus dargestellt. Über dem Chorbogen hängt in einem ovalen Rosenkranz eine Mondsichelmadonna.

### Glocken
In den Meldebögen von 1941 waren drei Glocken beschrieben, eine 1867 von Valentin Jäger gegossene, etwa 550 kg schwer, und zwei von Karl Hamm aus Regensburg, mit einem Gewicht von etwa 400 kg und 250 kg. Zwei dieser Glocken hatten im Ersten Weltkrieg abgeliefert werden müssen. 1928 wurden sie ersetzt, aber im Zweiten Weltkrieg ebenfalls als sogenannte Metallspende eingezogen; eine Glocke kam nach dem Krieg zurück. 1967 sollte das Geläut vervollständigt werden. Auf Anraten des Glockensachverständigen Johannes Schlick wurden die beiden vorhandenen, von ihm als ungeeignet und unbrauchbar bezeichneten Glocken verkauft und drei neue von der Glockengießerei Friedrich Wilhelm Schilling angeschafft. Auch ein neuer Glockenstuhl aus Stahl und Läutemaschinen wurden gekauft. 2016 wurde der Glockenstuhl erneut ersetzt, diesmal entsprechend alten Vorbildern aus Eichenholz.
Die Glocken von 1967 sind aus Bronze und klingen in den Tönen g′, b′ und c″.
| Name                         | Ton | Gewicht | Durchmesser |
| ---------------------------- | --- | ------- | ----------- |
| Petrusglocke                 | g′  | 760 kg  | 102,9 cm    |
| Marienglocke                 | b′  | 421 kg  | 85,0 cm     |
| Nikolaus-von-der-Flüe-Glocke | c″  | 294 kg  | 75,5 cm     |

Die mit dem Geläut um ihren Schutz und ihre Fürsprache angerufenen Heiligen sind auf der jeweiligen Glocke in einem Relief dargestellt. Auf der Marienglocke ist es Maria mit dem Jesuskind.

### Orgel
In der Kirche St. Petrus ist eine kleine Barockorgel erhalten, die um 1700 gebaut und 1831 in Nürnberg gekauft wurde. Neben ihrem  historischen Prospekt entspricht sie auch technisch weitgehend dem Original. 1977/78 wurde sie restauriert.